# ACM Neto
Antônio Carlos Peixoto de Magalhães Neto GOMM (Salvador, 26 de janeiro de 1979), mais conhecido como ACM Neto, é um advogado, empresário e político brasileiro, filiado ao União Brasil (UNIÃO), do qual é atualmente vice-presidente nacional. 
É neto do falecido Antônio Carlos Magalhães (ACM), sobrinho de Luís Eduardo Magalhães e filho de Antônio Carlos Magalhães Júnior (diretor da Rede Bahia), sendo herdeiro político de uma das mais tradicionais famílias políticas do país. Foi eleito prefeito de Salvador em 2012 e reeleito em 2016. Em 2022, candidatou-se ao cargo de governador da Bahia e chegou ao segundo turno, mas não foi eleito.

## Biografia
ACM Neto nasceu em Salvador no dia 26 de janeiro de 1979, sendo filho de ACM Júnior e de Maria do Rosário Magalhães. Estudou no Colégio Marista e no Colégio Módulo, sendo o último onde completou o segundo grau e fundou o grêmio estudantil. Em 2001, formou-se em direito pela Universidade Federal da Bahia.
Em 2 de abril de 2004, casou-se com a médica dermatologista Lídia Salles, em cerimônia celebrada na Catedral Basílica de Salvador, que contou com a presença de diversos parlamentares e políticos. Sua primeira filha, Lívia Salles Magalhães, nasceu em 23 de fevereiro de 2007. Sua segunda filha, Marcela Salles Magalhães, nasceu em 10 de dezembro de 2010. No final de 2011, ACM Neto divorciou-se de Lídia.
No dia 18 de dezembro de 2006, em Salvador, ACM Neto foi vítima sobrevivente de uma tentativa de homicídio planejado e executado por Rita de Cássia Sampaio de Souza, com golpes de peixeira nas costas, tendo sido internado no Hospital da Bahia. A criminosa foi presa, sendo indiciada por tentativa de homicídio qualificado. A criminosa alegou que cometeu o crime por "Detestar deputados", pois os mesmos "não fazem nada".
Em 13 de dezembro de 2020, ACM Neto casou-se novamente, desta vez com a administradora de empresas Mariana Barreto, 6 meses após conhecê-la. A troca de alianças ocorreu em uma celebração particular para 20 convidados realizada no apartamento de seus pais ACM Júnior e Maria do Rosário.
No dia 22 de julho de 2024, nasceu seu terceiro filho, Antônio Carlos Barreto Magalhães, fruto de seu segundo e mais recente casamento, nome que está há quatro gerações na família.

## Carreira política
ACM Neto começou a militar na política desde muito jovem, tendo sido o primeiro vice-presidente do grêmio do Colégio Módulo. Acompanhou de perto campanhas do avô, Antônio Carlos Magalhães, e do tio, Luís Eduardo Magalhães. Em 1997, filiou-se ao seu primeiro partido, o PFL, assumindo dois anos depois, em 1999, a diretoria nacional do PFL Jovem. De 1999 a 2002, foi assessor da Secretaria de Educação do Estado da Bahia.
Em 2002, ACM Neto candidatou-se pela primeira vez a um cargo público e foi eleito deputado federal, sendo o candidato mais votado da Bahia pelo então PFL. Em 23 de março de 2005, foi admitido pelo presidente Luiz Inácio Lula da Silva à Ordem do Mérito Militar no grau de Grande-Oficial especial. Em 2006, ficou em evidência na mídia por conta de sua participação na CPI dos Correios. Reelegeu-se deputado nas eleições de 2006, tomando posse em 1 de fevereiro de 2007. 
Como candidato à prefeitura de Salvador em 2008, não alcançou votação suficiente para ir ao segundo turno, apesar de ter liderado as pesquisas de opinião. Ele obteve 26% dos votos contra 30% de ambos os seus concorrentes. No segundo turno, apoiou o então candidato à reeleição João Henrique Carneiro (PMDB) contra Walter Pinheiro (PT).
Em abril de 2009, veio à tona o escândalo das passagens aéreas. À época Corregedor da Câmara dos Deputados e integrante do Conselho de Ética, ACM Neto disse à coluna Painel, da Folha de S.Paulo, que "achava que a imprensa queria fechar o Congresso Nacional". Afirmou que tinha, sim, o direito de utilizar passagens da Câmara para viajar com a mulher para Paris. Em 2016, negou as supostas irregularidades.
Em maio do mesmo ano, ACM Neto pediu a cassação do deputado Edmar Moreira (DEM-MG), acusado de utilizar a verba indenizatória da Câmara em benefício das próprias empresas. Ele não votou pela cassação do deputado no Conselho de Ética porque era o acusador, mas o seu suplente, Roberto Magalhães (DEM-PE), votou pela cassação. O Conselho decidiu por absolver o parlamentar mineiro, posição que foi criticada por Neto.
Nas eleições de 2010, reelegeu-se deputado federal, sendo o mais votado da Bahia e o oitavo mais votado no Brasil. Em 2011, defendeu no plenário proposta de aumento do salário mínimo para R$560,00. No mesmo ano, foi apontado como o 6º parlamentar mais influente no Congresso.

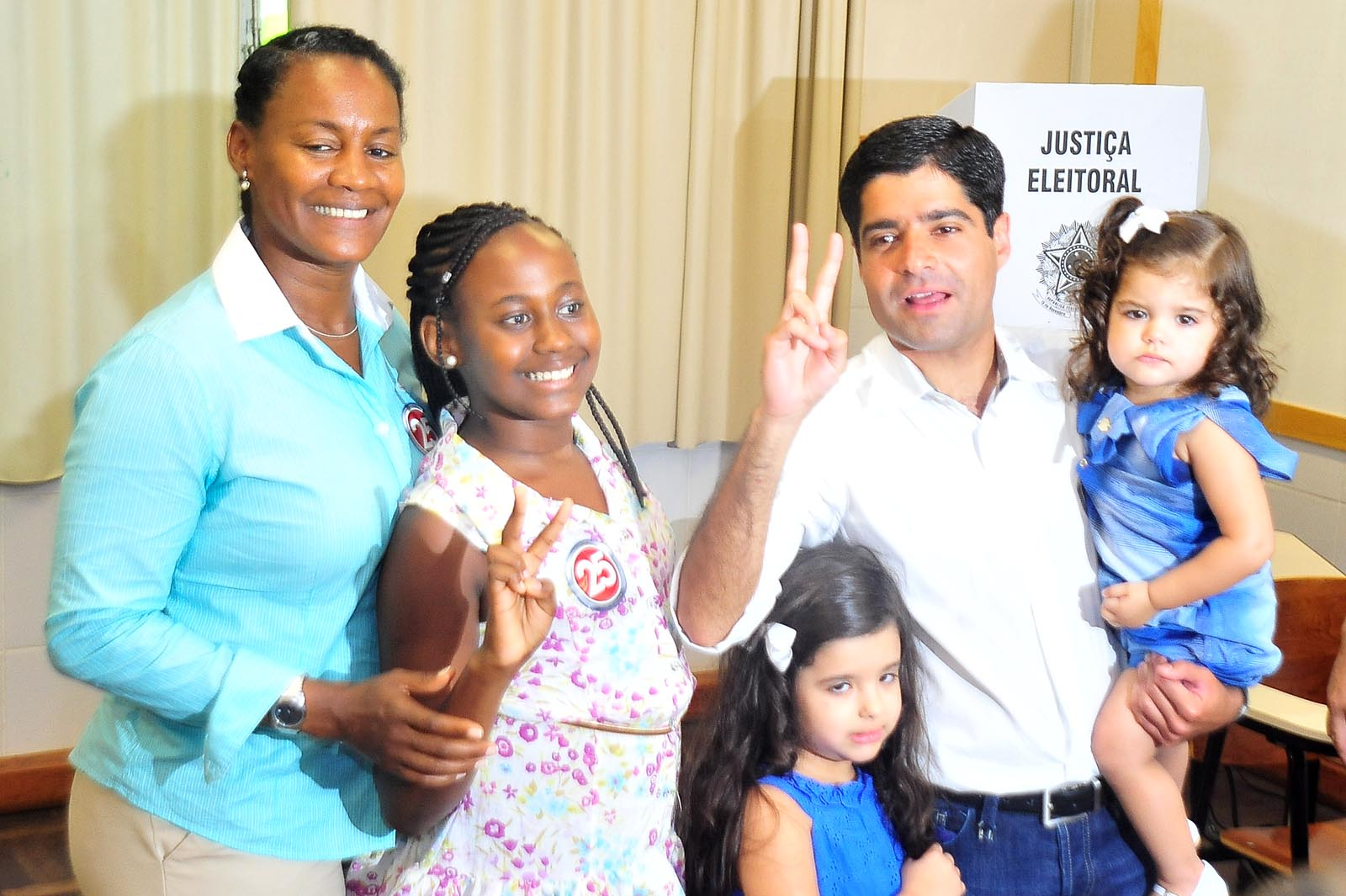
ACM Neto ao lado da então candidata a vice-prefeita na sua chapa, Célia Sacramento, após votar no segundo turno da eleição municipal de 2012, em Salvador.

Nas eleições de 2012, foi eleito prefeito de Salvador no segundo turno, derrotando seu concorrente Nelson Pelegrino (PT) com 53% dos votos contra 46% do adversário. Segundo a Vox Populi, ACM Neto foi considerado duas vezes seguidas (2013 e 2014) o prefeito mais bem avaliado do Brasil, com aprovação de 61% da população soteropolitana, que o credenciaria a uma forte reeleição e à candidatura estadual em 2018, conforme apontava a mídia.
Em 2015, o bom desempenho foi repetido e superado. Segundo o Instituto Paraná, o prefeito tinha 84,7% de aprovação entre os soteropolitanos. Nas eleições de 2016, ACM Neto voltou a derrotar o grupo adversário, conquistando 74% dos votos contra 15% da candidata Alice Portugal (PCdoB) e se reelegendo no primeiro turno. Em 8 de março de 2018, assumiu a presidência nacional do DEM, em substituição a Agripino Maia.
No primeiro turno das eleições de 2018, ACM Neto apoiou e coordenou a campanha de Geraldo Alckmin à presidência da república. Ele chegou a se desentender com seu aliado e candidato ao governo estadual Zé Ronaldo (DEM), que declarou apoio ao então candidato à presidência Jair Bolsonaro (PSL) sem o seu aval. No segundo turno, Neto declarou voto pessoal em Bolsonaro contra o candidato Fernando Haddad (PT), afirmando, porém, que não concordava com todas as ideias do militar reformado.

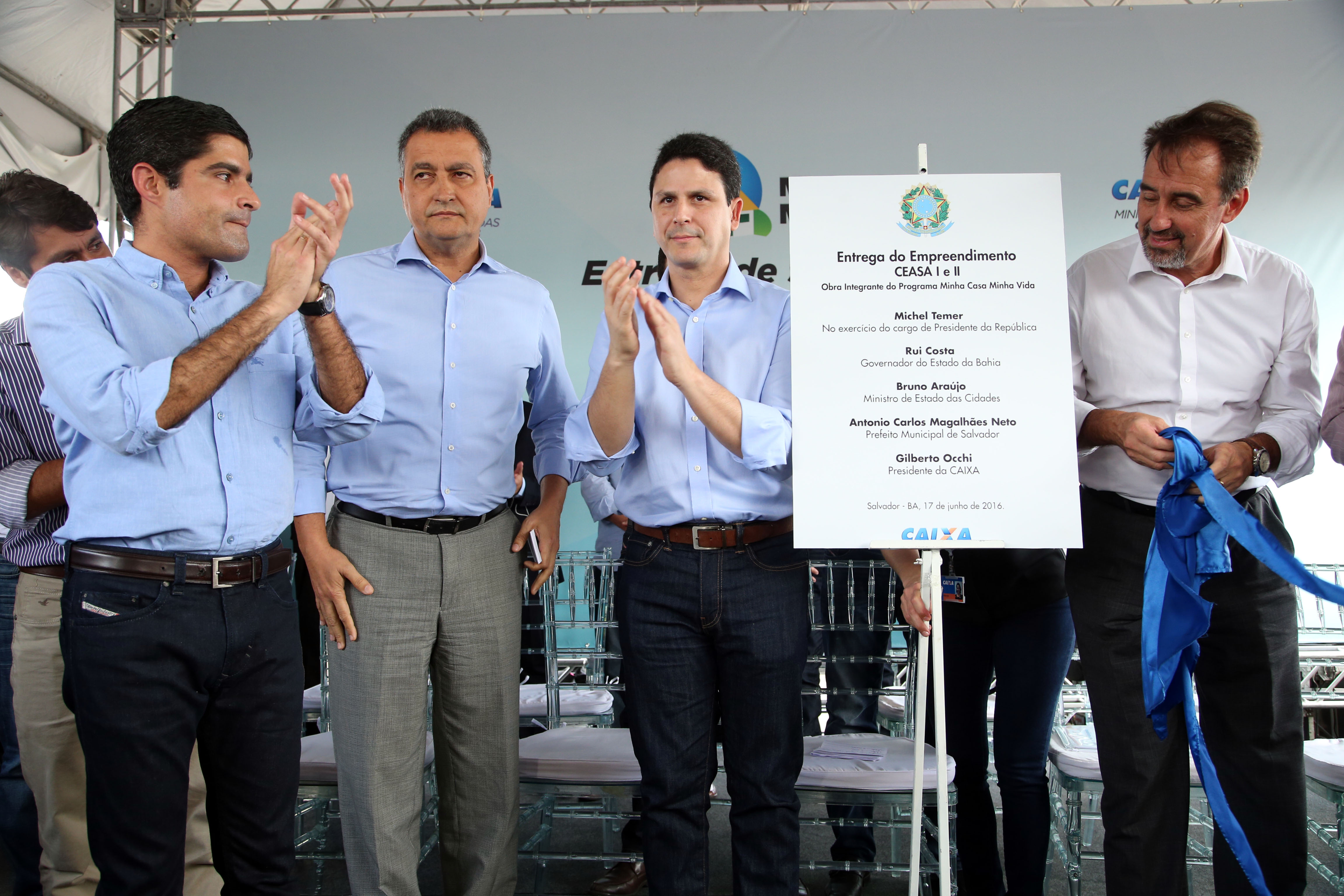
Prefeito de Salvador ACM Neto, governador da Bahia Rui Costa, ministro das Cidades Bruno Araújo e o presidente da Caixa Econômica Gilberto Occhi participam de cerimônia de entrega de unidades residenciais do programa Minha Casa, Minha Vida em 2016.

Durante a pandemia de COVID-19, em 2020, ACM Neto adotou, enquanto prefeito de Salvador, uma civilidade política entre ele e o governador e adversário Rui Costa (PT), com o objetivo de formar parceria na adoção de medidas contra a emergência de saúde. Para Rui, apesar de fazer parte da oposição, Neto sempre manteve um padrão de relacionamento civilizado entre a prefeitura e o governo do estado. ACM colocou-se contrário à ações do governo Bolsonaro na pandemia, como a ocultação de dados da doença e o negacionismo das vacinas.
Em 2019, posicionou-se contrário a uma possível fusão entre o DEM e o PSL, qualificando a situação do então partido bolsonarista como "confusão". No entanto, após as eleições municipais de 2020 e a saída do presidente Jair Bolsonaro do PSL, deu início às conversas para definir a fusão entre as legendas. Em 8 de fevereiro de 2022, com o registro oficial do União Brasil no TSE, tornou-se secretário-geral do partido.
Nas eleições de 2022, em 5 de agosto, ACM Neto lançou oficialmente sua primeira candidatura ao governo da Bahia. Na votação de 2 de outubro, foi ao segundo turno contra o candidato governista Jerônimo (PT), conquistando 40,80% dos votos válidos contra 49,45% do oponente. Foi a segunda vez na história, após 28 anos, que a disputa para o governo da Bahia é decidida em dois turnos. ACM terminou a eleição derrotado, recebendo 47,21% dos votos contra 52,79% de Jerônimo.

## Desempenho em eleições
| Ano  | Eleição                  | Partido | Cargo            | Votos     | %                 | Resultado  | Ref.   |
| ---- | ------------------------ | ------- | ---------------- | --------- | ----------------- | ---------- | ------ |
| 2002 | Estadual da Bahia        | PFL     | Deputado Federal | 400.273   | 6,72%             | Eleito     | [ 20 ] |
| 2006 | Estadual da Bahia        | PFL     | Deputado Federal | 436.967   | 6,65%             | Eleito     | [ 23 ] |
| 2008 | Municipal de Salvador/BA | DEM     | Prefeito         | 346.821   | 26,68% (3º Lugar) | Não Eleito | [ 24 ] |
| 2010 | Estadual da Bahia        | DEM     | Deputado Federal | 328.450   | 4,91%             | Eleito     | [ 34 ] |
| 2012 | Municipal de Salvador/BA | DEM     | Prefeito         | 518.976   | 40,17% (1º Turno) | Eleito     | [ 37 ] |
| 2012 | Municipal de Salvador/BA | DEM     | Prefeito         | 717.865   | 53,51% (2º Turno) |            | [ 37 ] |
| 2016 | Municipal de Salvador/BA | DEM     | Prefeito         | 982.246   | 73,99% (1º Turno) | Eleito     | [ 40 ] |
| 2022 | Estadual da Bahia        | UNIÃO   | Governador       | 3.316.711 | 40,80% (1º Turno) | Não Eleito | [ 56 ] |
| 2022 | Estadual da Bahia        | UNIÃO   | Governador       | 4.007.023 | 47,21% (2º Turno) |            | [ 56 ] |